# Petrová
Petrová é um município da Eslováquia, situado no distrito de Bardejov, na região de Prešov. Tem 14,3 km² de área e sua população em 2018 foi estimada em 915 habitantes.

## Demografia
| Ano:        | 1994 | 2004    | 2014    | 2024    |
| ----------- | ---- | ------- | ------- | ------- |
| Broj ljudi: | 487  | 671     | 827     | 1001    |
| Razlika:    |      | +37,78% | +23,24% | +21,03% |

| Ano:               | 2023 | 2024   |
| ------------------ | ---- | ------ |
| Número de pessoas: | 981  | 1001   |
| Diferença:         |      | +2,03% |